# عشبة القوى البالنسية
عشبة القوى البالنسية (الاسم العلمي:Potentilla balansae) هي نوع من النباتات تتبع جنس عشبة القوى من الفصيلة الوردية.